# Michele Ferrari
Michele Ferrari (Ferrara, 26 maart 1953) is een Italiaans sportarts die voornamelijk in het wielrennen actief is. Ferrari werd in 2012 vanwege zijn dopingpraktijken met Lance Armstrong voor het leven geschorst.
Hij wordt samen met zijn leermeester Professor Francesco Conconi en zijn collega Luigi Cecchini gezien als dé ontwikkelaar van de techniek van het trainen met trainingsschema's op basis van metingen door een SRM-fietscomputer. Door expliciet in kaart te brengen hoe de verschillende gemeten waarden zich ontwikkelen, gedurende de koers, is een sportarts die deze methode gebruikt zeer goed in staat in te schatten welk trainingsschema een renner nodig heeft om zich optimaal te kunnen voorbereiden.

## Doping
Ferrari is de afgelopen jaren herhaaldelijk in verband gebracht met dopingpraktijken. Dit alles begon al in 1999, toen hij publiekelijk toegaf dat de verbetering van het werelduurrecord wielrennen door Francesco Moser in 1984 met behulp van bloeddoping bereikt was.
De jaren die volgden op het succes van Moser ging Ferrari hard vooruit met zijn trainingsprogramma's. Als beloning voor zijn diensten ontving Ferrari gemiddeld zo'n 10-20% van de beloning die de renner kreeg voor zijn prestatie.
Dat doping tot zijn behandelmethodes behoorde is vrijwel zeker. Het werd voor Ferrari een uitdaging de doping die hij toediende zó te camoufleren dat tests niets uitwezen wanneer een renner gecontroleerd werd. Bekende uitspraken die hij over doping deed zijn:
- "Wanneer een controle niet uitwijst dat er iets gebruikt is, dan is het geen doping."
- "Epo op zich is niet gevaarlijk, het is het misbruik ervan dat het gevaarlijk maakt. Het is immers ook gevaarlijk om 10 liter sinaasappelsap te drinken."

In 2002 werd Ferrari aangeklaagd door een Italiaanse rechtbank omdat hij de renner Filippo Simeoni doping zou hebben verstrekt. In 2006 werd hij vrijgesproken door het gerechtshof wegens gebrek aan bewijs.

## Samenwerking met teams
Michele Ferrari werkte samen met verschillende teams. Zo werkte hij voor het beruchte Gewiss-team, dat na een dopingschandaal werd opgeheven, en US Postal tussen 2002 en 2004.
Volgens een rapport van het anti-dopingbureau CADF uit de zomer van 2019 is Ferrari nog steeds actief in het verstrekken van doping aan renners van de wielerploeg Astana. De Kazachse ploeg wordt geleid door Aleksandr Vinokoerov, in zijn tijd als renner al verdacht van banden met Ferrari en bestraft voor zijn dopinggebruik.

## Samenwerking met individuele renners
Na het verbreken van de samenwerking tussen Ferrari en het US-Postal-team bleef hij nog wel op individuele basis samenwerken met verschillende renners uit het team vanaf 2005.
Op 30 juni 2007 maakte ook Aleksandr Vinokoerov bekend samen te werken met Ferrari. Vinokoerov werd enkele weken later tijdens de Tour de France op bloeddoping betrapt en uit de wedstrijd gezet.

### Cliënten
- Tyler Hamilton
- Lance Armstrong
- Giorgio Furlan
- Paolo Savoldelli
- Mario Cipollini
- Gianni Bugno
- Pavel Tonkov
- Tony Rominger
- Abraham Olano
- Ivan Gotti
- Claudio Chiappucci
- Laurent Dufaux
- Francesco Moser
- Michael Rogers
- Levi Leipheimer
- George Hincapie
- Axel Merckx
- Beat Zberg
- Jevgeni Berzin
- Michele Scarponi[2]
- Giovanni Visconti

### Cliënten die een schorsing uitzaten voor het gebruik van dopingproducten
- Patrik Sinkewitz (op 18 juli 2007 betrapt op het gebruik van testosteron)
- Floyd Landis (op 27 juli 2006 positief bevonden op het gebruik van testosteron)
- Aleksandr Vinokoerov (op 24 juli 2007 betrapt op het gebruik van bloeddoping)
- Alessandro Petacchi
- Eddy Mazzoleni
- Filippo Simeoni
- Lance Armstrong